# Гравина, Пьетро
Пьетро Гравина (итал. Pietro Gravina; 16 декабря 1749, Монтеваго, Королевство Сицилия — 6 декабря 1830, Палермо, Королевство обеих Сицилий) — итальянский куриальный кардинал и папский дипломат. Титулярный архиепископ Никеи с 12 сентября 1794 по 8 марта 1816. Апостольский нунций в Швейцарии с 16 сентября 1794 по 1 марта 1803. Апостольский нунций в Испании с 1 марта 1803 по 8 марта 1816. Архиепископ Палермо и примас Сицилии с 23 сентября 1816 по 6 декабря 1830. Кардинал-священник с 8 марта 1816, с титулом церкви Сан-Лоренцо-ин-Панисперна с 15 ноября 1817 по 6 декабря 1830.